# Роос, Мишель
Мишель Роос (фр. Michel Roos, 27 августа 1932, Страсбург — 7 сентября 2002, там же) — французский шахматист и врач. Чемпион Франции 1964 г. (поделил 1—2 места с Г. Маццони и опередил его по дополнительным показателям). Серебряный призер чемпионата Франции 1958 г. (по дополнительным показателям уступил К. Лемуану). Бронзовый призер чемпионатов Франции 1966, 1971 и 1981 годов. Чемпион Франции в игре по переписке (1957). В составе сборной Франции участник командного первенства мира среди студентов.

## Биография
Получил медицинское образование. Был профессором Университета Луи Пастера в Страсбурге. Специализировался на гистологии. Основал в университете лабораторию биологической статистики. Некоторое время был вице-президентом университета.
В шахматы начал играть в Страсбургском шахматном клубе под руководством Гастона Вольфа (бронзового призера чемпионата Франции 1956 года). В 1970—1980-х годах был председателем клуба. В связи с занятостью по основной работе выступал в основном во внутренних французских соревнованиях или в турнирах по переписке.
Максимального уровня рейтинга Эло добился в январе 1982 года (2225).
М. Роос — основатель целой шахматной династии. Его жена Жаклин (1930—2016) — международный мастер ИКЧФ среди женщин, дочь Селин (1953 г.р.) — международный мастер среди женщин, участница шахматных олимпиад в составе сборной Канады. Звания международных мастеров также добились сыновья Рооса Жан-Люк (1955 г.р.), Луи (1957 г.р.) и Даниэль (1959 г.р.). Наибольших успехов добились Луи и Даниэль. Луи, как и отец, становился чемпионом Франции в 1977 году. Луи и Даниэль участвовали в шахматных олимпиадах. Луи в 1978 г. в Буэнос-Айресе, а Даниэль — в 1982 году в Люцерне (лучший результат на 1-й запасной доске).

## Спортивные результаты
| Год                       | Город     | Соревнование                                                           | + | − | = | Результат | Место |
| ------------------------- | --------- | ---------------------------------------------------------------------- | - | - | - | --------- | ----- |
| 1958                      | Ле-Туке   | Чемпионат Франции                                                      |   |   |   |           | 1—2   |
| 1959                      | Будапешт  | Командное первенство мира среди студентов (сборная Франции, 2-я доска) |   |   |   |           |       |
| 1964                      | Бордо     | Международный турнир                                                   | 2 | 3 | 5 | 4½ из 10  | 14—17 |
|                           | Монпелье  | Чемпионат Франции                                                      |   |   |   |           | 1—2   |
| 1966                      | Гавр      | Международный турнир                                                   | 2 | 5 | 4 | 4 из 11   | 11    |
|                           | Гренобль  | Чемпионат Франции                                                      | 4 | 1 | 6 | 7 из 11   | 3—4   |
| 1971                      | Мериньяк  | Чемпионат Франции                                                      |   |   |   |           | 3—4   |
| 1981                      | Витроль   | Чемпионат Франции                                                      |   |   |   |           | 3     |
| СОРЕВНОВАНИЯ ПО ПЕРЕПИСКЕ |           |                                                                        |   |   |   |           |       |
| 1956—1957                 | 1956—1957 | Чемпионат Франции по переписке                                         |   |   |   |           | 1     |
| 1960—1961                 | 1960—1961 | Матч Франция — Украинская ССР (против Ю. Н. Сахарова)                  |   | 1 |   |           |       |